# 仰望夜空的星辰
《仰望夜空的星辰》是PULLTOP在2015年12月18日發售的戀愛冒險類型成人遊戲。2016年5月27日發售第一个fan disc《仰望夜空的星辰 FINE DAYS》（見上げてごらん、夜空の星を FINE DAYS）。2018年6月29日發售第二个fan disc《仰望夜空的星辰 Interstellar Focus》（見上げてごらん、夜空の星を Interstellar Focus）。2021年2月5日遊戲推出官方中文化版本。

## 故事簡介
主人公宙见晓斗在小学的时候，遇见了热爱天文的同班同学帚星光和转学生天之川沙夜。沙夜拥有蓝色和黄色的異色瞳，晓斗赞扬她的双眼像天鹅座β，但导致沙夜误解，最后晓斗向她展示了有“冬季的天鹅座β”之称的大犬座145，消除了她的误会；晓斗、光和沙夜三人也成为了好朋友，一同观星。比他们低一个年级的日下部来露娜也对天文产生了兴趣，一直希望加入他们。
一天，晓斗三人得知附近即将建设水坝，他们居住的村庄将被淹没，光也会搬家，离开他们。想要守护家乡和挚友的三人希望通过制作天文观测日志赢得公众关注来阻止水坝建设，但是失败了。与此同时，沙夜对晓斗产生了恋爱感情。光知道了沙夜的感情之后，开始找机会撮合他们二人，还谎称自己对天文失去了兴趣，结果与晓斗吵架。沙夜写了一封情书，光将其转交给晓斗。晓斗以为情书是光的，愤怒的他没有拆开阅读。没有等到回复的沙夜以为自己被拒绝，心情低落，开始与晓斗保持距离；光也搬离村庄，三人最终疏远，晓斗也放弃了观星。来露娜将沙夜与晓斗保持距离的行为解读为沙夜在晓斗失去好友光的时候抛弃了他，开始仇视沙夜。
四年过去，村庄已经因水坝建立而淹没。晓斗等人搬迁到的城市光污染日益严重，夜空中可观看的星星也日益减少。就讀星野第一高中的曉斗雖然加入了天文社但卻不觀星，被學校的學生稱為「不觀星的天文社員」。他与沙夜的关系重新变好，沙夜时不时会照顾他。某一天曉斗收到了明光學院天文社长白鸟织姬的邀请，织姬希望复活多个学校天文部之间的交流活動「六連星集會」。曉斗原本不打算參加，但在一次觀星活動中與昔日的青梅竹馬箒星光再次相遇。在晓斗的提议下，六连星集会成功制作了一副杜布森望遠鏡，顺利开光。曉斗也重拾了对天文的樂趣，留在了六连星集会，他与光和沙夜的关系也重新变好。在制作望远镜的时候，晓斗得知光即将再次搬家。光也得知晓斗一直没有阅读那份情书，遂要求晓斗归还情书。
取决于玩家是否选择归还情书，游戏分为两条线路。玩家若归还情书，则在光搬家后，白鸟织姬面临毕业，日下部来露娜也面临升学考试，她想考入白鸟织姬所就读的明光学院。玩家可以进入织姬或来露娜的线路。玩家若不归还情书，则在一次机缘下，晓斗阅读了情书，发现了情书的主人其实是沙夜。沙夜向晓斗告白，但希望晓斗等到光一年之后再次回到他们身边时再作答复。一年之后，白鸟织姬顺利毕业；日下部来露娜顺利考取明光学院，加入了六连星集会。光回到他们身边，面对即将到来的12月双子座流星雨，提出了“星光计划”，号召所有人在流星雨当日熄灭灯光，欣赏流星雨。玩家可以进入光或沙夜的线路。

## 登場角色

### 主要角色
宙見曉斗
就讀星野第一高中一年級，是天文社唯一的社員，因為不觀星而有「不觀星的天文社員」之稱。自称留在天文社的目的是为了住在天文部的活动室。
小时候常常与光、沙夜共同用父亲留下的望远镜观星，但在光离开后，不再观星。
目前在早乙女美晴家的便利店兼职以赚取生活费。
兴趣是登山，最喜欢在山顶喝速溶咖啡的感觉。
箒星光
就讀天之中高中一年級，曉斗的青梅竹馬，是个個性開朗且富有行動力的元气少女，也是小學時在曉斗轉學進來時最先跟他成為朋友的人，在曉斗的介紹下開始對觀星產生興趣。小學畢業後搬離了村子，同時也與曉斗疏遠，但在六連星會的觀星活動上與曉斗再度相遇。
搬家後在天文網站上的投稿被曉斗看到，並化名「慧髮子」跟曉斗用通訊軟體互相交流，也因此知道六連星集會的事。
小學畢業前知道沙夜要跟曉斗告白的事，為了讓曉斗接受沙夜的心意而騙曉斗說自己已經對觀星沒興趣了，也因此讓曉斗覺得被背叛，開始不再觀星。
在她的线路中，光也意识到了自己对晓斗的感情，但不希望伤害沙夜，导致她与沙夜决裂。经过一番波折后，光与晓斗开始交往。“星光计划”遭到了其他人的反对，还面临公关危机。众人最终在交涉下成功说服群众熄灯半小时。星光计划也在全日本得到推广，得到了全日本的响应，顺利举办，光与沙夜也顺利和好。多年后，二人育有一儿一女，星光计划得以延续，一家四口准备观赏2034年11月的狮子座流星雨。
天之川沙夜
就讀靜泉女子學園一年級，曉斗的青梅竹馬。小學刚入学時對自己擁有蓝色和黄色的異色瞳感到厭惡，并曾戴墨镜来掩饰，但在被曉斗說自己的眼睛像是天鹅座β一樣美麗後，開始不再抱有自卑感，並與曉斗和光一起觀星。长大后经常给曉斗送饭，被同学们戏称为“小老婆”。
在小学毕业三人疏远后不久，发现光污染正导致天空中肉眼可见星星数量减少，遂定时做观星记录。
在她的线路中，晓斗答应了她的告白，正式成为情侣。沙夜的母亲产生误解，导致沙夜离家出走。沙夜认为自己当年爱上晓斗导致三人关系破裂，心存愧疚；她又不慎丢失了装着当时情书的护身符，感觉无颜面对晓斗。众人找到了她私下做的观星记录，成功说服民众顺利执行了星光计划；晓斗也找到了沙夜遗失的护身符。多年之后，晓斗向沙夜订婚，沙夜成为了一名小学教师，带领学生参加六连星集会组织的观星活动。她向学生展示了她最喜欢的「冬季的天鹅座β」。
白鳥織姬（聲：遠野Soyogi）
明光學院的三年級女學生，學院的前天文社長，也是六連星集會的發起人。
家里很有钱，是个大小姐。
在她的线路中，她顺利毕业。晓斗、织姬、沙夜以及织姬的后辈吉冈帆乃香合力在当地的天文馆组织了一场星座故事表演，大获成功；帆乃香也被培养成为可以担起重任的人，织姬将天文社社长和六连星集会会长的职务交给了她。织姬和晓斗开始交往，六连星集会为毕业的成员组织了一次毕业观星合宿旅行。织姬在大学加入了戏剧社，也开始了模特的兼职。
日下部來露娜（聲：小鳥居夕花）
小曉斗一歲的國中生，曉斗的友人日下部武一的妹妹，有着小恶魔般的性格。喜歡曉斗，經常對他積極採取攻勢，也因此对天之川沙夜抱有戒心。後來就讀明光學院一年級。
在她的线路中，她与沙夜二人解除了误会、顺利考取明光学院、与晓斗开始交往。在她的提议下，六连星集会接触射电天文学，利用无线电装置顺利观测了5月宝瓶座η流星雨。来露娜下定决心投身到射电天文学之中，六连星集会还得以参观野邊山宇宙電波觀測所。

### 其他角色
早乙女美晴（聲：優希芹果）
曉斗小學時的班導師，是孩子们小时候十分憧憬的对象和天文启蒙教师，小學廢校後一直在家裡過著尼特族生活。Fine Days中為可攻略角色。
吉岡帆乃香
明光學院的一年級女學生，現任的天文社長，個性冷靜且一本正經。Fine Days中為可攻略角色。
山田陽南
科羅娜的友人，對天文有興趣。後來就讀星野第一高中並加入天文社。經常說出奇特的發言。崇拜沙夜並稱她為天鹅座β公主。根据人气投票结果，Fine Days中為可攻略角色。
日下部武一（聲：須賀紀哉）
星野第一高中的男學生，籃球社社員。孩子王，小學時因为經常恶作剧与晓斗不和，但长大后兩人成為了好友。
加納紀子
天之中高中的天文社長，光的學姐。雖是天文社員，但對天文的事情並沒有很了解。
陣野鳴枝（聲：川島梨乃）
天之中西高中的地學社社長。
田尻啓介（聲：增岡祐二）
男子校諸美澤工業天文社的社長。
豐田（聲：夏村伊介）
天之中西高中的地學社社員，陣野的學弟。興趣是天文攝影。
川中島（聲：小次狼）
諸美澤工業天文社的社員，田尻的學弟。擅長創作跟星座有關的詩。

## 主題曲
仰望夜空的星辰
片頭曲「Winter Diamond」
作詞：Minao Ohse，作曲、編曲：大熊謙一，主唱：理多
主題曲「Star Map」
作詞：Minao Ohse，作曲、編曲：大熊謙一，主唱：霜月遙
仰望夜空的星辰 FINE DAYS
片頭曲「Finest Sky」
作詞：Minao Ohse，作曲、編曲：大熊謙一，主唱：Ceui
仰望夜空的星辰 Interstellar Focus
片頭曲「Summer Triangle」
作詞：Minao Ohse，作曲、編曲：大熊謙一，主唱：、

## 評價
《仰望夜空的星辰》在Getchu.com舉辦的美少女遊戲大賞2015中獲得綜合部門第7名、劇本部門第4名、繪圖部門第3名、音樂部門第5名、影片部門第6名、角色部門天之川沙夜第5名。於2015年度「萌系遊戲大賞」獲得準大賞。《仰望夜空的星辰 FINE DAYS》在Getchu.com舉辦的美少女遊戲大賞2016中獲得繪圖部門第10名、影片部門第9名。於2016年度「萌系遊戲大賞」獲得Fan disc賞。

## 外部連結
- 仰望夜空的星辰官方網站 （页面存档备份，存于）（日語）
- 仰望夜空的星辰英文版官方網站 （页面存档备份，存于）（英文）
- 仰望夜空的星辰 FINE DAYS官方網站 （页面存档备份，存于）（日語）
- 仰望夜空的星辰 Interstellar Focus官方網站 （页面存档备份，存于）（日語）